# Marc d'Éphèse
Marc d'Éphèse (de son vrai nom Marc Eugénikos, en grec : Μάρκος Εὐγενικός), né à Constantinople en 1392, mort le 23 juin 1444, est un archevêque d'Éphèse connu pour sa défense farouche de l'orthodoxie au concile de Florence (1438-1439) face à l'empereur byzantin Jean VIII Paléologue et au pape de Rome Eugène IV. C'est un saint de l'Église orthodoxe, défenseur de la foi, fêté le 19 janvier.
Il affirme que l'Église latine est à l'origine du schisme en professant une hérésie du fait de l'incorporation du filioque dans le Credo. Il critique aussi le fait que les papes se considèrent comme la juridiction universelle de l'Église. Il est aussi le seul évêque oriental à refuser de signer le décret issu du concile.

## Premières années
Marc naît en 1392 à Constantinople et il est baptisé sous le nom d'Emmanuel. Son père, Georges, est chef de la justice du Sakellion et diacre orthodoxe. Sa mère, Marie, est la fille d'un docteur dévot nommé Luc. Emanuel apprend à lire et à écrire avec son père. Il a un jeune frère, Jean. Marie demande à Jean Chortasménos de continuer l'éducation d'Emmanuel. Jean devient plus tard le métropolite Ignace de Sélymbrie. Le savant et philosophe Gemiste Pléthon participe aussi à l'éducation du jeune homme. Marc devient professeur à l'école patriarcale mais abandonne son poste à l'âge de 26 ans pour devenir moine dans un monastère proche de Nicodémie, où il se consacre à la prière.

## Vie ecclésiastique
Moine dans un monastère de Nicodémie, il est obligé de le quitter à cause de l'invasion turque et se réfugiera au monastère Saint-Georges de Manganes. Il y étudiera les saints Pères et rédigera plusieurs ouvrages sur la doctrine de Grégoire Palamas. L'empereur Jean VIII, admiratif de sa vertu, réussit à le convaincre d'être consacré métropolite d'Éphèse, par obéissance. C'est à ce titre qu'il prendra part au concile de Florence.

## Activités au concile de Florence et conséquences
À l'ouverture du concile de Florence en 1438 qui doit régler entre autres le schisme de 1054, Marc d'Éphèse fait partie de la délégation byzantine conduite par l'empereur Jean VIII. Dès le début, il s'affirme comme un farouche opposant à la doctrine latine. Il envoie ainsi une lettre fustigeant la doctrine professée par le pape qui est cependant arrêtée par Jean VIII qui craint qu'elle ne compromette les négociations. Cependant, peu à peu, les unionistes sont de plus en plus nombreux au sein de l'ambassade byzantine et Marc n'a presque plus de partisans à l'exception de son frère Jean et de Démétrios Paléologue. Toutefois, du 2 au 24 mars, Marc s'oppose à Jean de Raguse sur la question de la procession du Saint-Esprit. Face à la pression de Jean VIII, il doit abandonner le débat. Malgré tout, il refuse tout net de signer l'accord d'union des deux Églises à la fin du concile. Ce geste fait de Marc le chef du camp anti-unioniste, et il gagne un profond respect au sein de la population byzantine opposée aux décisions de Florence. Ce geste lui attira la colère du pape qui essaya de le faire condamner comme hérétique, mais l'empereur refusa de le livrer et il lui offrit sa protection. Après être retourné un moment à Éphèse, Marc regagne Constantinople pour conduire l'opposition à la politique unioniste de l'empereur. Lors de son arrivée sur place le 1er février 1440, il est accueilli en défenseur de la foi.
Jean VIII ne peut risquer de s'opposer à Marc en l'arrêtant sous peine d'en faire un martyr. Mais en juillet 1440, Marc publie une encyclique qui provoque la colère des partisans de l'Union. Il est alors arrêté et emprisonné durant deux ans sur l'île de Lemnos, puis il est libéré sur ordre de l'Empereur en 1442, le jour de la mémoire des sept Saints d'Ephèse. Marc d'Éphèse meurt en 1444 et c'est Georges Scholarios qui prend la tête de l'opposition à l'Union à la demande de Marc. L'Union, bloquée par l'opposition populaire n'est signée à Sainte-Sophie qu'en décembre 1452 quelques mois avant la chute de Constantinople.

## Question du Filioque et du Purgatoire
La question du Filioque fut une source majeure de discorde concernant l'union entre Rome et Constantinople. Alors que l'archevêque Bessarion s'était plus ou moins rangé aux dogmes latins, Marc d'Éphèse condamna lui avec force les dogmes du Filioque et du Purgatoire. Il déclara dans son prêche au sujet du Filioque que « le Symbole de la Foi doit être conservé intact, comme à son origine. Tous les Saints Docteurs de l'Église, comme tous les Conciles et toutes les Écritures nous mettent en garde contre les hétérodoxes (...), eux qui ont adultéré le Saint et Divin Symbole et introduit le Fils comme cause seconde du Saint-Esprit ».
Il déclara également au sujet du Purgatoire que «les âmes des défunts peuvent bénéficier d'un certain "progrès" (...) grâce aux prières de l'Église et par la miséricorde infinie de Dieu; mais l'idée d'un châtiment avant le Jugement Dernier et d'une purification par un feu matériel est tout à fait étrangère à la tradition de l'Église. »